# Közigazgatási jog
A közigazgatási jog a közigazgatás anyagi és eljárási jogviszonyaival foglalkozó jogág, a közjog része.
A közigazgatási jog az alkotmányjog által szabályozott viszonyrendszer konkretizálását célozza.
A közigazgatási eljárásban meghozott közigazgatási határozatok bírósági kontroll alatt állnak, felülvizsgálhatók. 

## Története
A közigazgatási jog államspecifikus, történeti fejlődés eredményeképpen jött létre az állam bürokratizálódásának folyományaként.
Az első speciális közigazgatási bíróság a Conseil d’État volt Franciaországban, amit Napóleon hozott létre 1799-ben.

## Feladata
A közigazgatás jogalkalmazást és döntés-előkészítést végez, legfontosabb feladatai az állam akaratának megvalósítása illetve közszolgáltatások nyújtása az állampolgároknak meghatározott ügyintézési és eljárási folyamatban. A közigazgatási jog elsősorban a központi hatalom és az önkormányzatok, köztestületek működését, szervezetét szabályozza, rendezi a felügyelet, ellenőrzés és irányítás hatékony rendszerét, meghatározza a köztisztviselők jogviszonyát, alkalmazási feltételeit. Szabályozza a dekoncentrált szervek hatáskörét, feladatait, működését.